# MŠK Iskra Petržalka
MŠK Iskra Petržalka là một câu lạc bộ bóng đá Slovakia, đến từ thị trấn Petržalka, gần Bratislava. Câu lạc bộ được thành lập năm 1934.